# Persian
Persian (uttalas [persián]) lockig päls som erhålls från de nyfödda lammen av karakulfår, ett bredsvansat fettsvansfår som lever i Centralasien. Pälsen är oftast svart, men även brunaktiga, gråa och (sällsynt) vita färger förekommer. 
Egentlig persian kommer från lamm som slaktas 3–6 dagar gamla innan den lockiga pälsen raknar (sker vid 8 till 10 dagars ålder). Kvaliteten yakhobab kommer från lamm som är 10–40 dagar gamla och triasok från 1–4 månader gamla lamm. Kvalitén Breitschwanz erhålles från naturligt aborterade foster (på grund av de karga villkor som karakulfåren lever under är missfall relativt vanliga).
Uppgifter finns även att dräktiga tackor slaktas för fostren.